# Тиджано
Тиджа̀но (на италиански: Tiggiano, на местен диалект Tiscianu, Тишану) е малко градче и община в Южна Италия, провинция Лече, регион Пулия. Разположено е на 128 m надморска височина. Населението на общината е 2936 души (към 2011 г.).